# Педели
Пе́дели (эст. Pedeli), Пе́деле (латыш. Pedele) — река в Эстонии и Латвии.
Другие названия: Пы́дели (эст. Põdeli), в верхнем течении Пы́дери (эст. Põderi).

## Общие сведения
Исток и устье реки находятся в Эстонии, на возвышенности Сакала в уезде Валгамаа, центральное течение — на территории Латвии. Вытекает из озера Кадастику (в 5,5 км к югу от деревни Кооркюла), в верхнем течении около 2,5 км протекает по границе между Эстонией и Латвией, затем 16 км по территории Латвии, протекает через города Валга и Валка с юго-запада на северо-восток и впадает в реку Вяйке-Эмайыги между деревнями Тыллисте и Соору.
Длина реки — 24 км, с ответвлениями 29,6 км (по устаревшим данным 31 км), площадь водосбора 229 км², из которых 143,2 км² в Эстонии (по устаревшим данным 151 км²).
Расстояние между истоком и устьем — 36 км. Расход воды в устье — 1,8 м³/с.
Является самым крупным левым притоком реки Вяйке-Эмайыги и впадает в неё на 36 км от устья.
Главные притоки: ручьи Рийзупи (эст. Riisupi, латыш. Rīzupi, протяжённость 10 км), Раутина (эст. Rautina, 10 км) и Мяннику (эст. Männiku, 8 км). Всего в Педели впадает 29 притоков общей длиной 114 км. На водосборе находятся 20 озёр общей площадью 0,88 км².
На участке города Валга река в основном имеет ширину 7—8 м (иногда 10 м), глубину около 1 м и слабое течение. Берега реки мелкие, заболоченные, в основном открытые. В предустьевой части русло извилистое, шириной 10 м и глубиной 1,5 м. Левый берег реки высокий, песчаный, правый — пологий. Русло реки покрыто илистым песком.
Ниже города Валга река по большей части углублена и выпрямлена.
Эстонские природоохранные территории и объекты в бассейне реки: заповедник Кооркюла; местообитание кабанов Ниху.

## Галерея

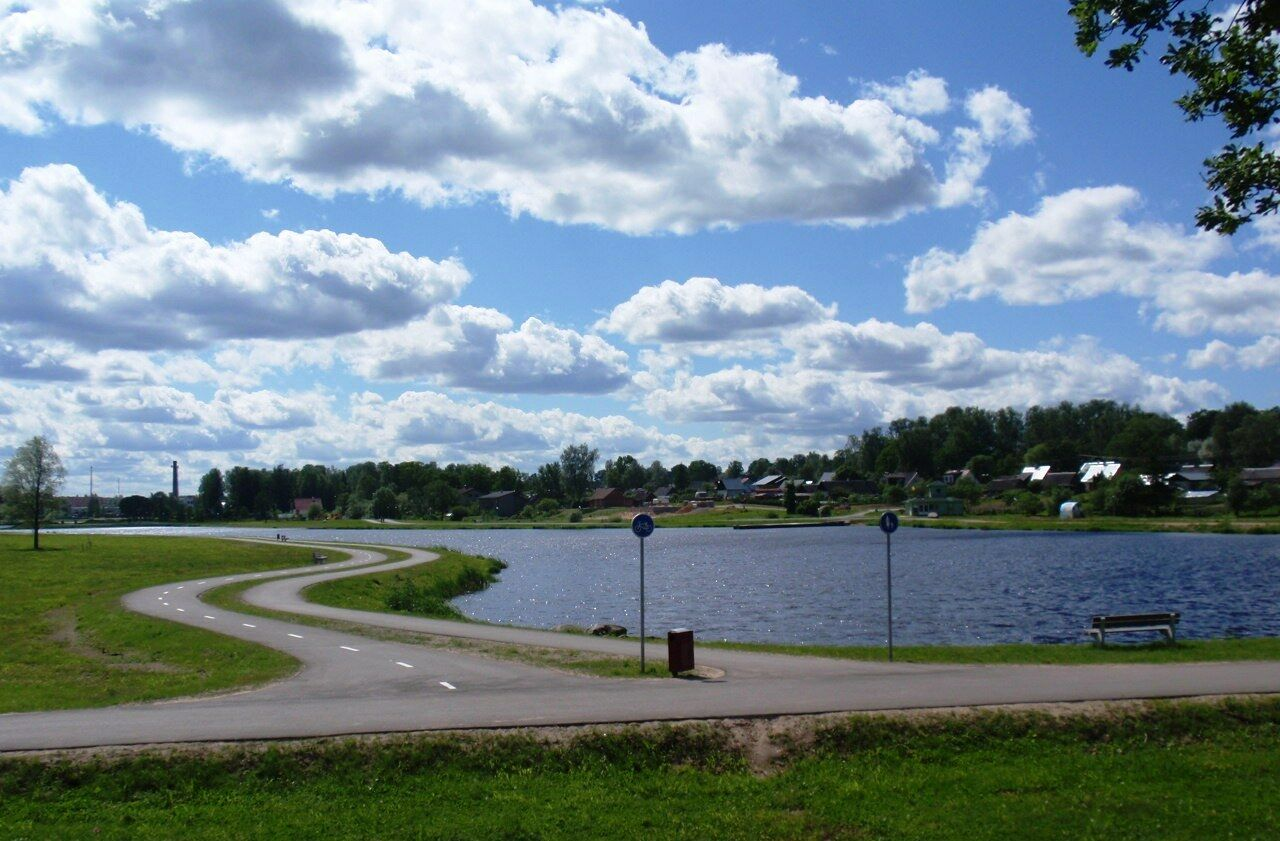
Педели на территории Эстонии (Валга)
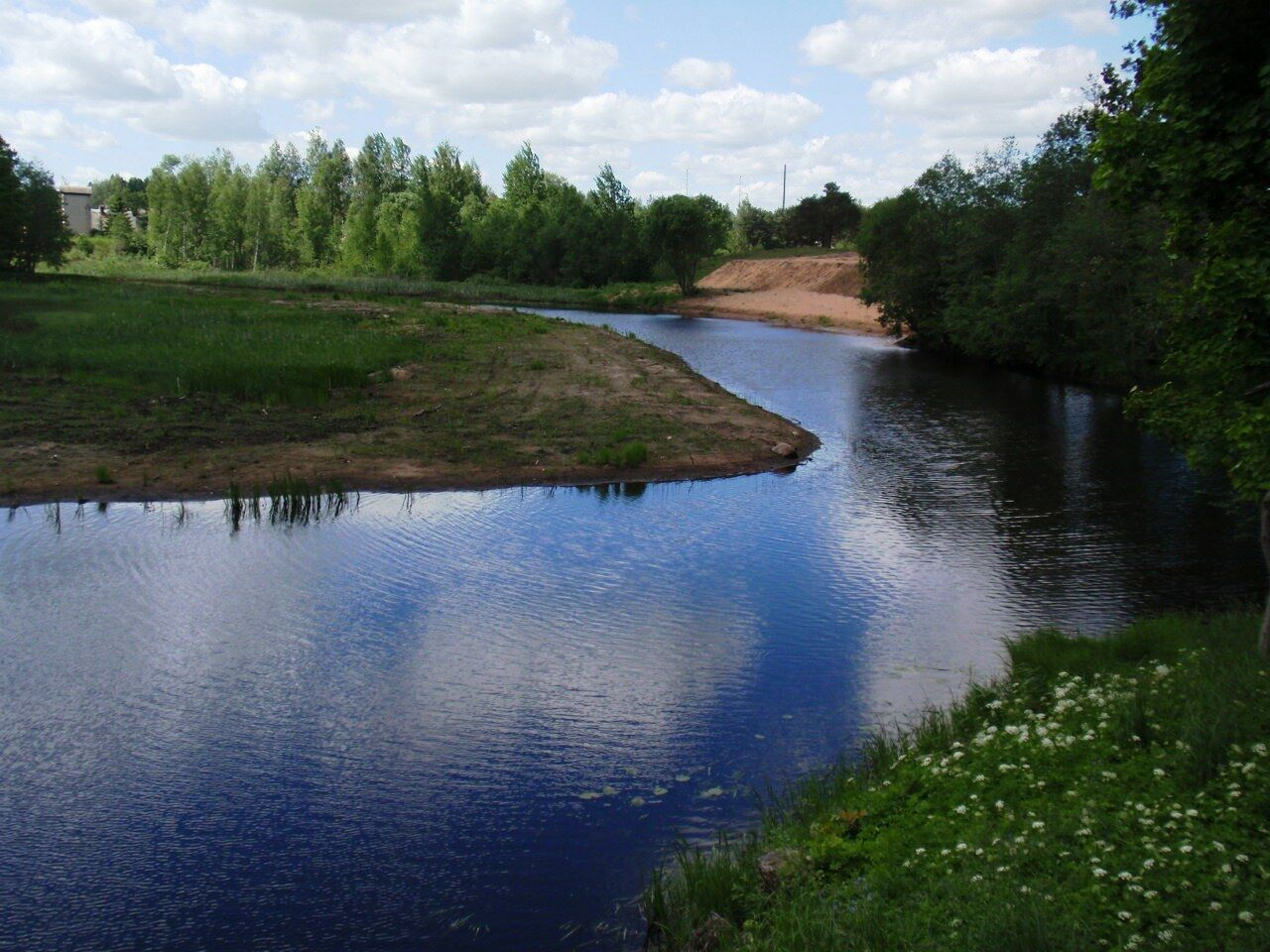
Педеле на территории Латвии (Валка)
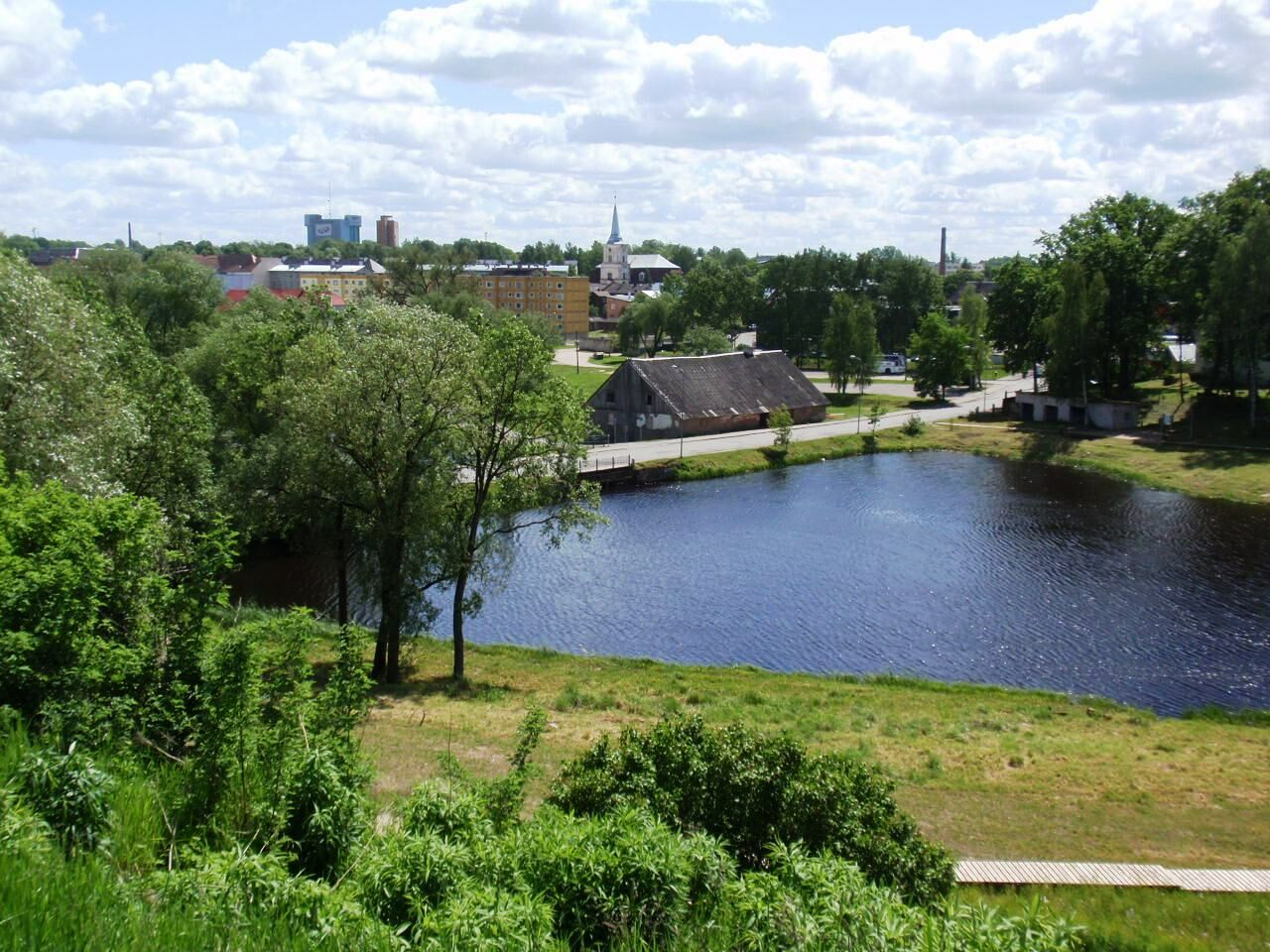
Педели (Педеле) между Валга и Валка
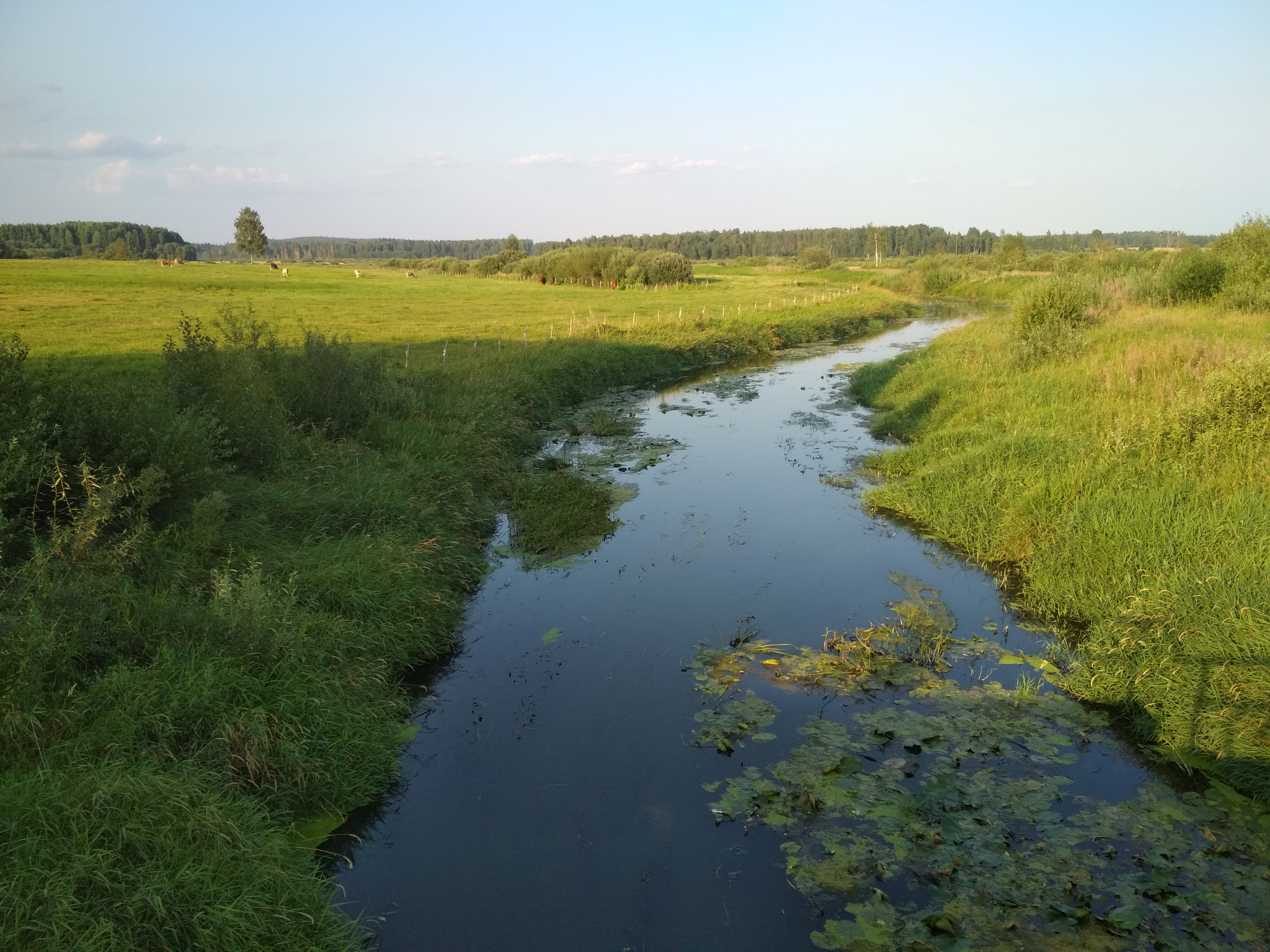
Педели возле деревни Паю, Эстония